# Holiday Bowl 2014
Match précédent Match suivant
Le Holiday Bowl 2014 est un match de football américain de niveau universitaire joué après la saison régulière de 2014, le 27 décembre 2014 au Qualcomm Stadium à San Diego en Californie.
Il s'agissait de la 34e édition du Holiday Bowl.
Le match a mis en présence les USC Trojans issus de la Pacific-12 Conference et les Nebraska Cornhuskers issus de la Big Ten Conference.
Il a débuté à 05:10 pm (heure locale) et a été retransmis en télévision sur ESPN et en radio sur ESPN Radio.
Sponsorisé par la National University, le match fut officiellement dénommé le National University Holiday Bowl 2014.
USC Trojans gagne le match sur le score de 45 à 42.

## Présentation du match
Le match a opposé les Trojans d'USC issus de la Pacific-12 Conference aux Cornhuskers du Nebraska issus de la Big Ten Conference.
Il s'agissait de la 5e rencontre entre ces deux équipes, USC menant les statistiques avec 3 victoires pour 1 défaite. La dernière rencontre a eu lieu en 2007.
| Équipes                                                                                        | Conférences | Entraîneurs             | Stats. saison rég. |
| ---------------------------------------------------------------------------------------------- | ----------- | ----------------------- | ------------------ |
| #24 Trojans d'USC                                                                              | Pac-12      | Steve Sarkisian         | 8-4                |
| #22 Cornhuskers du Nebraska                                                                    | Big 10      | Barney Cotton (intérim) | 9-3                |
| Arbitre : Randy Christal (Big 12) Équipe donnée favorite par les bookmakers : USC (7 contre 1) |             |                         |                    |

### Trojans d'USC
Avec un bilan global en saison régulière de 8 victoires et 4 défaites, USC Trojans est éligible et accepte l'invitation pour participer au Holiday Bowl de 2014.
Ils sont classés à l'issue de la saison régulière # 24 au ranking CFP.
Ils terminent 4e de la Southern Division de la Pac-12 derrière #19 Arizona, #10 UCLA et #12 Arizona State avec un bilan en division de 6 victoires et 3 défaites.
Il s'agit de leur 1er apparition au Holiday Bowl.

### Cornhuskers du Nebraska
Avec un bilan global en saison régulière de 9 victoires et 3 défaites, Nebraska Cornhuskers est éligible et accepte l'invitation pour participer au Holiday Bowl de 2014.
Ils sont classés à l'issue de la saison régulière # 22 au ranking CFP.
Ils terminent 3e de la Western Division de la Big 10 derrière #13 Wisconsin et Minnesota, avec un bilan en division de 5 victoires et 3 défaites.
Il s'agit de leur 4e participation au Holiday Bowl.
- 1 victoire
  - saison 2009 : 33 à 0 contre les Arizona Wildcats # 20
- 2 défaites
  - saison 2010 : 7 à 19 contre les Washington Huskies
  - saison 1998 : 20 à 23 contre les Arizona Wildcats # 7

## Résumé du match
Température de 14 °C, vent d'ONO de 13 km/h, temps clair et doux.
Début du match à 05:10 pm, fin à 09:05 pm pour une durée totale de jeu de 03H55.
| ÉVOLUTION DU SCORE du HOLIDAY BOWL 2014 |                              |                              |                              |                              |                              | |       |       |
| QT                                      | Temps                        | Drive                        | Drive                        | Drive                        | Équipe                       | Description de l'action | Score | Score |
|                                         |                              | Jeux                         | Yards                        | TDP                          |                              | | USC   | NEB   |
| 1                                       | 11:05                        | 5                            | 29                           | 01:47                        | NEB                          | FG de 34 yards par kicker Drew Brown | 0     | 3     |
| 1                                       | 10:54                        | –                            | –                            | 00:11                        | USC                          | TD de 98 yards par CB Adoree' Jackson sur un retour de kickoff + 1 point de conversion par kicker Andre Heidari                                                                        | 7     | 3     |
| 1                                       | 08:23                        | 6                            | 53                           | 02:31                        | NEB                          | TD de 18 yards par WR Kenny Bell à la suite d'une réception d'une passe de QB Tommy Armstrong, Jr. + 1 point de conversion par kicker Drew Brown                                       | 7     | 10    |
| 1                                       | 06:05                        | 2                            | 42                           | 02:18                        | USC                          | FG de 42 yards par kicker Andre Heidari | 10    | 10    |
| 1                                       | 01:25                        | 6                            | 39                           | 02:42                        | NEB                          | TD de 9 yards par WR De'Mornay Pierson-El à la suite d'une réception d'une passe de QB Tommy Armstrong, Jr. + 1 point de conversion par kicker Drew Brown                              | 10    | 17    |
| 2                                       | 13:11                        | 10                           | 75                           | 03:14                        | USC                          | TD de 17 yards par WR Nelson Agholor à la suite d'une réception d'une passe de QB Cody Kessler + 1 point de conversion par kicker Andre Heidari                                        | 17    | 17    |
| 2                                       | 06:39                        | 12                           | 80                           | 03:32                        | USC                          | TD à la suite d'une course de 2 yards par RB Javorius Allen + 1 point de conversion par kicker Andre Heideri                                                                           | 24    | 17    |
| 3                                       | 12:01                        | 1                            | 71                           | 00:12                        | USC                          | TD de 71 yards par CB Adoree' Jackson à la suite d'une réception d'une passe de QB Cody Kessler + 1 point de conversion par kicker Andre Heidari                                       | 31    | 17    |
| 3                                       | 09:41                        | 7                            | 73                           | 02:20                        | NEB                          | TD à la suite d'une course de 20 yards par RB Ameer Abdullah + 1 point de conversion par kicker Drew Brown                                                                             | 31    | 24    |
| 3                                       | 08:06                        | 5                            | 68                           | 01:35                        | USC                          | TD à la suite d'une course de 44 yards par RB Javorius Allen + 1 point de conversion par kicker Andre Heidari                                                                          | 38    | 24    |
| 3                                       | 02:28                        | 6                            | 9                            | 03:25                        | NEB                          | FG de 25 yards par kicker Drew Brown | 38    | 27    |
| 3                                       | 02:03                        | 2                            | 65                           | 00:25                        | USC                          | TD de 20 yards par TE Bryce Dixon à la suite d'une réception d'une passe de QB Cody Kessler + 1 point de conversion par kicker Andre Heidari                                           | 45    | 27    |
| 3                                       | 00:24                        | 3                            | 64                           | 01:39                        | NEB                          | TD de 65 yards par WR Jordan Westerkamp à la suite d'une réception d'une passe de QB Tommy Armstrong, Jr. + 1 point de conversion par kicker Drew Brown                                | 45    | 34    |
| 4                                       | 06:52                        | 9                            | 77                           | 02:51                        | NEB                          | TD à la suite d'une course de 15 yards par QB Tommy Armstrong, Jr. + tentative de conversion de 2 points réussie à la suite d'une passe de QB Tommy Armstrong, Jr. vers WR Bell, Kenny | 45    | 42    |
| "TDP" = temps de possession.            | "TDP" = temps de possession. | "TDP" = temps de possession. | "TDP" = temps de possession. | "TDP" = temps de possession. | "TDP" = temps de possession. | "TDP" = temps de possession. | 45    | 42    |

## Statistiques
| Statistiques par Équipes               | Statistiques par Équipes | Statistiques par Équipes |
| Statistiques                           | USC                      | NEB                      |
| -------------------------------------- | ------------------------ | ------------------------ |
| 1er downs                              | 22                       | 28                       |
| Conversion de 3e Down                  | 3/14                     | 7/20                     |
| Conversion de 4e Down                  | 1/1                      | 1/3                      |
| Jeux–yards                             | 73 jeux pour 515 yards   | 94 jeux pour 525 yards   |
| Yards à la course                      | 194 yards                | 144 yards                |
| Yards à la passe                       | 321 yards                | 381 yards                |
| Passes : Réussies-Tentées-Interceptées | 23/39 - 1 Int.           | 32/51 - 1 Int.           |
| Réussite en zone rouge/chances         | 3/3                      | 6/7                      |
| TD                                     | 3                        | 4                        |
| Field Goals                            | 0/0                      | 2/2                      |
| Sacks (Nombre-Yards perdus)            | 3 (23 yards perdus)      | 2 (15 yards)             |
| Fumbles (Nombre/Perdus)                | 0 (0 yard)               | 1 (0 yard)               |
| Pénalités (Nombre/Yards perdus)        | 12 (97 yards)            | 7 (45 yards)             |
| Temps de possession                    | 25:34                    | 34:26                    |

| Meilleurs Joueurs (MVPs) | Meilleurs Joueurs (MVPs) | Meilleurs Joueurs (MVPs) | Meilleurs Joueurs (MVPs) |
| ------------------------ | ------------------------ | ------------------------ | ------------------------ |
| Systèmes                 | Noms                     | Équipes                  | Postes                   |
| Attaque                  | Cody Kessler             | USC Trojans              | QB                       |
| Défense                  | Leonard Williams         | USC Trojans              | DE                       |

| Statistiques Individuelles | Statistiques Individuelles | Statistiques Individuelles                     |
| -------------------------- | -------------------------- | ---------------------------------------------- |
| Quaterbacks                |                            |                                                |
| USC                        | Kessler, Cody              | 23/39, 1 Int., 321 yards, 3 TDs, 2 sacks subis |
| NEB                        | Armstrong Jr.              | 32/51, 1 Int., 381 yards, 3 TDs, 2 sacks subis |
| Meilleurs Coureurs         |                            |                                                |
| USC                        | Allen, Javorius            | 26 courses, 152 yards, 2 TDs                   |
| NEB                        | Abdullah, Ameer            | 27 courses, 99 yards, 1 TD                     |
| Meilleurs Receveurs        |                            |                                                |
| USC                        | Agholor, Nelson            | 7 Réc., 90 yards, 1 TD                         |
| NEB                        | Pierson-El, D.             | 8 Réc., 102 yards, 1 TD                        |
| Meilleurs Tackleurs        |                            |                                                |
| USC                        | Shaw, Josh                 | 8 tackles, 1 assiste                           |
| NEB                        | Banderas, Josh             | 7 tackles, 7 assistes                          |